# STS-120
STS-120は、国際宇宙ステーション（ISS）組立てミッション（10A）のために、2007年10月から11月にかけての16日間に渡りスペースシャトルディスカバリーによって行われた有人宇宙飛行である。
ミッション内容は、ハーモニー（ノード2）の打上げ・設置と、天頂側Z1トラスの先に設置されていた太陽電池パドルを含むP6トラスを左舷側P5トラスの先へ移設すること等であった。
移設したP6トラスの太陽電池パドルの展開中に一部が裂けるというトラブルが発生したものの、船外活動による修理に成功した。
また、本ミッションでは映画「スター・ウォーズ」公開30周年記念行事として、エピソード6の劇中でルーク・スカイウォーカーが持つライトセーバーのプロップが宇宙に運ばれた。

## 乗組員
- パメラ・メルロイ (3) - 船長
- ジョージ・ザムカ (1) - パイロット
- スコット・パラジンスキー（英語版） (5) - ミッションスペシャリスト
- ステファニー・ウィルソン (2) - ミッションスペシャリスト
- ダグラス・ウィーロック (1) - ミッションスペシャリスト
- パオロ・ネスポリ (1) - ミッションスペシャリスト（ イタリア,欧州宇宙機関）

### 出発するExpedition 16乗組員
- ダニエル・M・タニ (2) - フライトエンジニア

### 帰還するExpedition 15/16乗組員
- クレイトン・アンダーソン (1) - フライトエンジニア

かっこ内の数字は、今回を含めたフライト経験数。